# 思古渕社
思古渕社（しこぶちしゃ）は、京都府京都市左京区久多中の町にある神社である。志古淵神社（しこぶちじんじゃ）とも称される。旧社格は村社。

## 祭神
- 思子淵神

## 歴史
七シコブチのひとつ。創祀年代は不詳であるが、天福元年（1233年）の『久多□（「荘」カ）田代注進状』には既にこの地に鎮座していた記録が残る。

## 祭事
- 弓はじめ（1月3日）

久多山の神・お弓は、平成10年（1998年）に京都市登録無形民俗文化財に登録された。
- 午祭り（節句）（5月5日）
- 祭礼（村祭り）（6月19日に近い日曜日）
- 花笠踊（8月24日）

久多の花笠踊は昭和47年（1972年）に「記録作成の措置を講ずべき無形文化財」に選択され（選択無形民俗文化財）、平成9年（1997年）に重要無形民俗文化財に指定された。
- てんてん（節句）（9月9日に近い日曜日）

## 境内社
- 若宮社（応神天皇[1]）
- 山神社（大山祇神）